# Castelo de Vidigueiras (Reguengos de Monsaraz)
O Castelo de Vidigueiras, também referido como Torre das Vidigueiras, localiza-se na freguesia e no Município de Reguengos de Monsaraz, no distrito de Évora, no Alentejo, em Portugal.
À semelhança da Torre do Esporão constitui um exemplar da arquitetura militar alentejana à época, a sua edificação prendendo-se a questões de afirmação social. Muitas famílias nobres em ascensão mandavam edificar nos seus senhorios ou nas urbes onde viviam, torreões que serviam de residência ou de local de pernoite, com o objetivo salientar o prestígio da sua linhagem e a sua nova condição social.
Esta edificação trata-se também de uma torre, adaptada a residência senhorial por volta do século XVI. A primitiva construção, de planta quadrangular, foi acrescida de um pavilhão e remodelada ao gosto romântico.
Encontra-se classificado como Imóvel de Interesse Público por Decreto publicado em 18 de Julho de 1957.